# 金銀島酒店
金銀島酒店（Treasure Island，2003年起通稱為「ti」）是位於美國內華達州天堂市賭城大道道上的一間賭場酒店。酒店是由當時仍屬史提芬·永利（Steve Wynn）所持有的夢幻渡假村集團（Mirage Resorts）所興建的，其後美高梅娛樂收購了該集團而演變為今天的美高梅國際酒店集團（MGM Resorts International）。2019年7月，丽笙酒店集团宣布该酒店将于年底加入集团旗下。酒店於1993年開幕，擁有2,885間客房。
酒店原先興建的目的是為了吸引一些帶同小孩的家庭旅客的。例如在賭場正門前就有一具以海盜為主題的大型電玩供小孩玩耍。

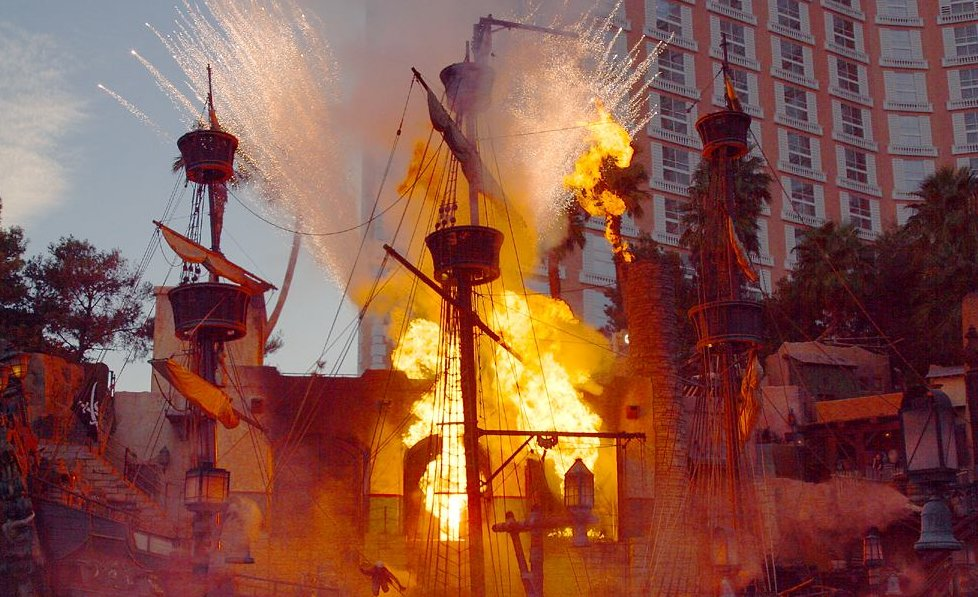
酒店門前的海盜大戰秀

2003年開始，酒店開始對自身形象進行改革，捨棄了部分昔日的海盜主題，並把大型電玩關閉了。而酒店門外著名的骷髏頭標誌亦被更換成現時的純英文字「"ti"」。不過，門前海盜大戰秀則仍然被保留，而且至今仍吸引到不少遊客駐足觀賞。不過，酒店本身的市場策略則由針對家庭旅客轉變針對年輕成年人的市場。例如，現時的海盜大戰秀加入了大量的歌舞表演以及美女演員，這都是以前所沒有的。
另外，索拉奇藝坊（Cirque du Soleil）亦於金銀島酒店設有長期駐場表演「Mystère」，是酒店其中一項著名項目。

## 資料來源
1. ↑  . Nevada Gaming Control Board (报告).   [2017-04-13].
2. ↑  . web.archive.org. 2005-04-05  [2023-04-11]. 原始内容存档于2005-04-05.

## 外部連結
- 金銀島酒店 （页面存档备份，存于）